# Moltkia

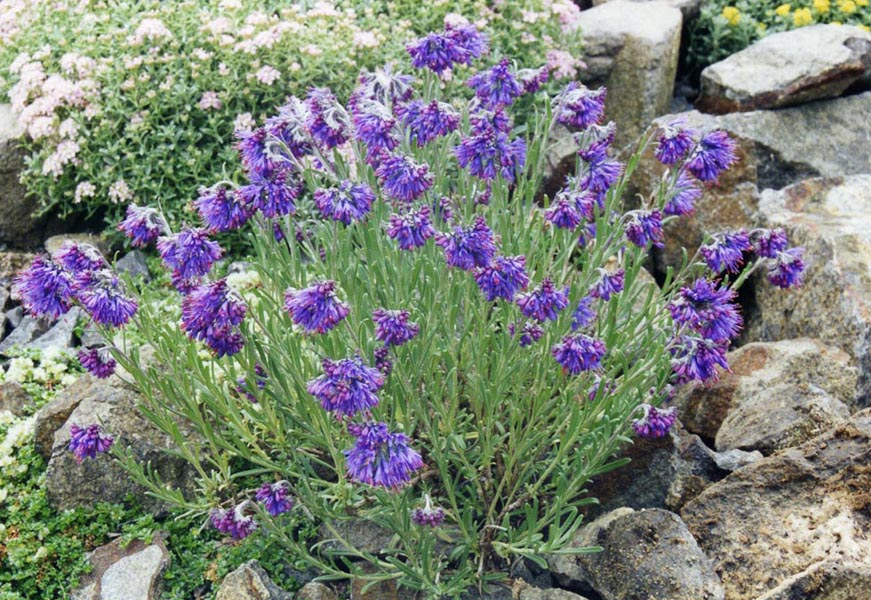
Moltkia petraea

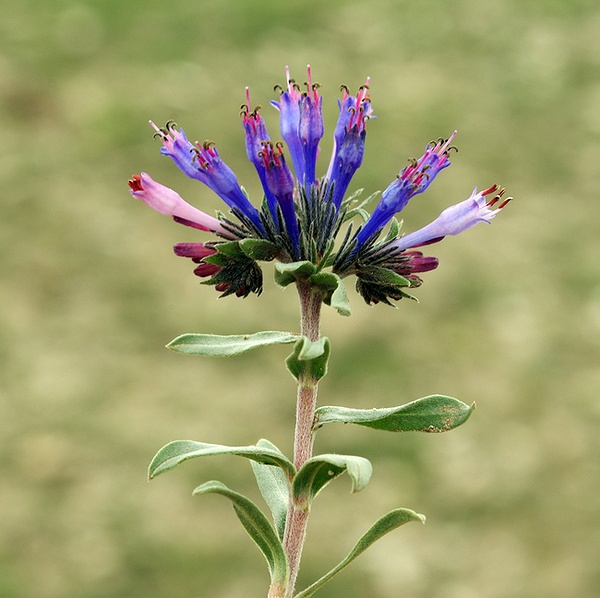
Moltkia caerulea

Moltkia (Moltkia) – rodzaj roślin należący do rodziny ogórecznikowatych (Boraginaceae). Obejmuje 6–9 gatunków. Występują one w Europie na obszarze między północnymi Włochami i północną Grecją oraz w południowo-zachodniej Azji. Rośliny te są sadzone jako ozdobne, zwłaszcza moltkia pośrednia M. × intermedia – mieszaniec między bałkańską moltkią skalną M. petraea i włoską moltkią krzewiastą M. suffruticosa.

## Morfologia
PokrójByliny i niskie krzewy.
KwiatyZebrane w szczytowe, wierzchotkowate kwiatostany, wsparte przysadkami. Działki kielicha zrośnięte tylko u nasady. Płatki korony zrośnięte w długą rurkę bez osklepek. Pręciki równej długości, krótsze lub dłuższe od rurki korony, pylniki czasem wydłużone i zaostrzone. Zalążnia górna, z pojedynczą szyjką słupka wystającą z rurki korony, zakończoną główkowatym znamieniem.
OwoceRozłupnie często tylko z pojedynczą rozłupką (z powodu aborcji pozostałych zalążków), zwykle gładką i błyszczącą.

## Systematyka
Rodzaj należy do plemienia Lithospermeae w podrodzinie Boraginoideae Arnott w obrębie rodziny ogórecznikowatych Boraginaceae. Zaliczany tu dawniej gatunek moltkia Dorflera Moltkia doerfleri Wettst. wyodrębniana jest współcześnie do osobnego rodzaju jako Paramoltkia doerfleri (Wettst.) Greuter & Burdet
Wykaz gatunków
- Moltkia angustifolia DC.
- Moltkia aurea Boiss.
- Moltkia coerulea Lehm.
- Moltkia × intermedia (Froebel) J.W.Ingram – moltkia pośrednia[5]
- Moltkia petraea (Tratt.) Griseb. – moltkia skalna[5][10]
- Moltkia suffruticosa (L.) Brand – moltkia krzewiasta[10]